# 德瓦河

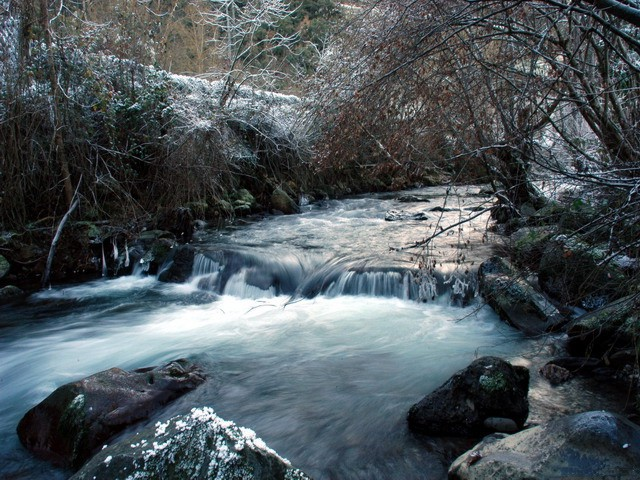
德瓦河

德瓦河（西班牙語：Río Deva）是西班牙的河流，位於該國北部，流經坎塔布里亞和阿斯圖里亞斯，河道全長64公里，流域面積1,195平方公里，平均流量每秒33.4立方米。